# Jürgen Hinrich Hewers
Jürgen Hinrich Hewers (* 17. März 1924 in Königsberg i. Pr.; † 15. September 2017 in Flensburg) war ein deutscher Geiger und Konzertmeister.

## Leben
Hewers erhielt ab dem 5. Lebensjahr Violinunterricht bei seinem Vater August Hewers (Konzertmeister des Königsberger Opernorchesters und Primarius des Königsberger Streichquartetts). Jürgen Hinrich Hewers besuchte das Wilhelms-Gymnasium seiner Heimatstadt. 1940 begann er ein Studium bei Max Strub in Berlin, das er dann bei Gustav Havemann fortsetzte. 1942 debütierte er mit Paganinis Violinkonzert D-Dur als Solist bei einem Königsberger Symphoniekonzerte unter der musikalischen Leitung von Wilhelm Franz Reuss. In der Folge trat er auch in anderen Großstädten des Deutschen Reiches (Berlin, München, Frankfurt am Main, Dresden und Breslau) sowie in der ostpreußischen Provinz auf. Im selben Jahr wurde er zum Kriegsdienst in der Wehrmacht herangezogen. Aus gesundheitlichen Gründen entlassen, verbrachte er das Ende des Zweiten Weltkriegs als Standesbeamter im Ostseebad Rauschen.
1945 wurde er als Nachfolger von Heinrich Schachtebeck 1. Konzertmeister am Landestheater Altenburg. Von 1946 bis 1948 war er in Sondershausen tätig. Danach wurde er 1. Konzertmeister beim Anhaltinischen Landestheater Dessau. 1951/52 übernahm er den Posten des Zweiten 1. Konzertmeisters am Gewandhausorchester Leipzig. Während seiner Leipziger Jahre lehrte er auch an der dortigen Musikhochschule. Im Anschluss war er als 1. Konzertmeister beim Berliner Sinfonie-Orchester in Ost-Berlin engagiert.
1957 ging er in die Bundesrepublik und wirkte beim Niedersächsischen Sinfonie-Orchester in Hannover sowie in Ulm und Braunschweig. Von 1962 bis zu seiner Pensionierung war er 1. Konzertmeister des Schleswig-Holsteinischen Landestheater- und Sinfonieorchesters Flensburg.
Hewers war verheiratet. Er war Mitglied der Freimaurerloge Leuchte im Norden in Flensburg.